# Kévin Azaïs
Kévin Azaïs (Deauville, 16 de agosto de 1992) es un actor francés. Es el hermano menor del actor Vincent Rottiers.

## Filmografía

### Películas
- 2008: La journée de la jupe: Sébastien
- 2012: Comme un homme: Greg
- 2013: Je fais le mort: Ludo
- 2013: La Marche: Rémi
- 2013: Vandal: Johan
- 2014: L'Année prochaine: Stéphane
- 2014: Les Combattants: Arnaud Labrède
- 2015: Ni le ciel ni la terre: William Denis
- 2015: La Belle Saison: Antoine
- 2016: Jeunesse: Zico
- 2016: Souvenir: Jean
- 2017: Compte tes blessures: Vincent
- 2017: Le Sens de la fête de Éric Toledano y Olivier Nakache: Patrice

### Cortometrajes
- 2012: Le Père Noël et le Cowboy
- 2013: Animal sérénade: Sacha
- 2015: Kanun: Johan